# Vie de combat, vie d'amour
 (février 2018).
Si vous disposez d'ouvrages ou d'articles de référence ou si vous connaissez des sites web de qualité traitant du thème abordé ici, merci de compléter l'article en donnant les références utiles à sa vérifiabilité et en les liant à la section « Notes et références ».

Vie de combat, vie d'amour est un livre de Guy Gilbert publié en 2015.

## Résumé
En 2015, à l'âge de 80 ans, Guy est invité au Vatican pour ses 50 ans de sacerdoce. Ce livre est un abécédaire d'anecdotes et de pensées. Guy impose des règles aux jeunes dont il s'occupe : pas d'alcool sans autorisation et drogue interdite. Il a eu un diplôme d'infirmier à l'armée. Il porte le blouson noir depuis 1974. Il a fait un an et demi de karaté pour se défendre dans la rue. Il a six frères et huit sœurs. Il a acheté la bergerie de Faucon en ruines dans le sud en 1974 avec cinq hectares et les jeunes l'ont retapée pour en faire un centre d'éducation. Il a son diplôme d'éducateur spécialisé en 1980. En 1968, 3 000 prêtres ont démissionné. Son premier livre est sorti en 1978.